# Diletta Rizzo Marin
Diletta Rizzo Marin (Vicenza, ...) è un mezzosoprano italiano ammirata per la qualità della sua voce e le sue abilità nella recitazione.
È apparsa frequentemente al Festival Internacional de Santander. 

## Biografia
Nata in una famiglia di musicisti, anche suo padre, Roberto Scandiuzzi, è un cantante d'opera. Ha studiato pianoforte e ha conseguito la laurea in recitazione teatrale presso l'Università Ca' Foscari di Venezia. 
Il suo debutto ufficiale è avvenuto nel luglio 2004 in un recital al 53º Festival Internacional de Santander. È ritornata di nuovo al Festival nel 2005, esibendosi in un concerto con il padre, la Corale Salvé de Laredo e l'Orchestra 900 del Teatro Regio di Torino. La registrazione dal vivo del concerto è stata pubblicata dall'etichetta RTVE-Música nel febbraio 2006. Un'ulteriore replica del concerto si è svolta al Festival de Úbeda nel giugno 2007. La sua ultima apparizione al Festival di Santander è avvenuta nell'agosto del 2007 quando ha cantato il ruolo principale di Amina in una produzione de La sonnambula di Bellini diretta da Hugo de Ana. 
La Rizzo Marin è una ambasciatrice dell'UNICEF Italia e ha cantato in concerti di beneficenza per l'organizzazione, il più notevole dei quali è stato un Gala al Teatro Comunale di Treviso il 6 gennaio 2007 con Roberto Scandiuzzi, Luciana D'Intino e Roberto Frontali. Il galà, a sostegno del progetto dell'UNICEF per ridurre la mortalità infantile in Tagikistan, ha anche celebrato il 25º anniversario del debutto sul palco di Scandiuzzi.
Nel 2008 ha debuttato in Francia nel ruolo di Lucietta ne I quatro rusteghi al Théâtre du Capitole di Tolosa e ha cantato il ruolo di Lisette ne La rondine di Puccini con l'Opéra de Nice. 
Nella stagione 2011/2012 ha cantato per la prima volta al Teatro Verdi di Trieste nel ruolo di Lauretta in Gianni Schicchi e in quello di Monica in The Medium e vi è tornata per cantare Musetta ne La bohème. A Bari ha cantato Euridice in una versione da concerto di Orfeo ed Euridice  di Gluck. Ha cantato al Teatro Verdi di Sassari in due opere di Nino Rota, La notte di un nevrastenico (nel ruolo di Lei) e I due timidi (Mariuccia). Ha debuttato in America Latina quella stessa stagione nel ruolo di Xenia in una produzione di Boris Godunov al Teatro Municipal di Santiago del Cile. Ha anche cantato nello Stabat Mater di Rossini al Rudolfinum di Praga e in un recital al Musashino Cultural Center di Tokyo.

## Registrazione
Le plaisir du chant, arie di Purcell, Handel, Mozart, Faurè, Granados, Serrano (Diletta Rizzo Marin, soprano e Alberto Boischio, pianoforte). Velut Luna CVLD157.